# Martín Dedyn
Martín Dedyn (Buenos Aires, Argentina, 18 de junio de 1988). Es un futbolista argentino. Es mediocampista y actualmente es jugador de KS Tërbuni Pukë de la Kategoria e Parë de Albania.
Se inició en las inferiores de Racing Club, hasta que 2008 pasaría al conjunto comodoro donde superaría los 100 partidos con el "Azurro".

## Clubes
| Club                     | País      | Año           |
| ------------------------ | --------- | ------------- |
| CAI (Comodoro Rivadavia) | Argentina | 2008-2011     |
| Guillermo Brown          | Argentina | 2011-2015     |
| KS Tërbuni Pukë          | Albania   | 2016-presente |

 Germinal de Rawson, Chubut